# Wendy García
Wendy Lizette García Patiño (ur. 25 października 1989) – meksykańska zapaśniczka w stylu wolnym. Zdobyła trzy medale na mistrzostwach panamerykańskich, srebrny w 2012. Brązowa medalistka igrzysk Ameryki Środkowej i Karaibów w 2010 roku.